# Ільїнський (Новичихинський район)
Ільї́нський (рос. Ильинский) — селище у складі Новичихинського району Алтайського краю, Росія. Входить до складу Долговської сільської ради.

## Населення
Населення — 138 осіб (2010; 212 у 2002).
Національний склад (станом на 2002 рік):
- росіяни — 97 %